# کاترین اینتنر
کاترین اینتنر (انگلیسی: Kathrin Entner؛ زادهٔ ۳۰ اوت ۱۹۸۸) بازیکن فوتبال اهل اتریش است.
وی همچنین در تیم ملی فوتبال زنان اتریش بازی کرده‌است.